# Nordische Junioren-Skiweltmeisterschaften 1986
Die 9. Nordischen Junioren-Skiweltmeisterschaften 1986 fanden vom 11. bis zum 17. Februar 1986 in Lake Placid statt.
Erfolgreichste Nation der Titelkämpfe war die Sowjetunion mit je fünf Gold- und Silbermedaillen und zwei Bronzemedaillen vor Norwegen mit je zwei Gold-, Silber- und Bronzemedaillen und der BRD und Italien mit je einer Gold-, Silber- und Bronzemedaille.

## Skilanglauf Junioren

### 10 km
| Platz | Sportler          | Land                            | Zeit (min) |
| ----- | ----------------- | ------------------------------- | ---------- |
| 1     | Gennadi Lasutin   | Sowjetunion                     | 26:58,3    |
| 2     | Sergej Kitchkin   | Sowjetunion                     | 27:33,5    |
| 3     | Erling Jevne      | Norwegen                        | 27:45,1    |
| 4     | Paolo Riva        | Italien                         | 27:48,1    |
| 5     | Erling Hagen      | Norwegen                        | 27:52,5    |
| 6     | Ugo Sartor        | Italien                         | 27:52,8    |
| 7     | Andrei Kirillow   | Sowjetunion                     | 27:27,0    |
| 8     | Markus Gandler    | Österreich                      | 28:00,2    |
| 9     | Martin Petrásek   | Tschechoslowakei                | 28:01,2    |
| 10    | Jari Räsänen      | Finnland                        | 28:01,5    |
| 12    | Hans Diethelm     | Schweiz                         | 28:06,8    |
| 21    | Erwin Lauber      | Schweiz                         | 28:43,3    |
| 26    | Lutz Liebig       | Deutsche Demokratische Republik | 29:10,8    |
| 27    | Gerhard Drosg     | Österreich                      | 29:14,1    |
| 28    | Ralf Hansel       | Deutsche Demokratische Republik | 29:16,3    |
| 29    | Michael Grosseger | Österreich                      | 29:18,5    |
| 34    | Ulrich Zipfel     | BR Deutschland                  | 29:25,4    |
| 37    | Daniel Portmann   | Schweiz                         | 29:36,4    |
| 38    | Markus König      | Schweiz                         | 29:44,7    |
| 40    | Andreas Heiland   | BR Deutschland                  | 30:03,9    |
| 50    | Patrick Hasler    | Liechtenstein                   | 32:09,8    |
| 52    | Michael Hasler    | Liechtenstein                   | 32:53,4    |

Datum: 13. Februar 1986
Es waren 52 Läufer am Start.

### 30 km
| Platz | Sportler          | Land                            | Zeit (std) |
| ----- | ----------------- | ------------------------------- | ---------- |
| 1     | Gennadi Lasutin   | Sowjetunion                     | 1:18:12,8  |
| 2     | Markus Gandler    | Österreich                      | 1:19:09,6  |
| 3     | Paolo Riva        | Italien                         | 1:20:05,2  |
| 4     | Sergej Kitchkin   | Sowjetunion                     | 1:20:12,2  |
| 5     | Martin Petrásek   | Tschechoslowakei                | 1:20:52,2  |
| 6     | Andrei Kirillow   | Sowjetunion                     | 1:21:41,4  |
| 7     | Jari Räsänen      | Finnland                        | 1:21:53,2  |
| 8     | Ugo Sartor        | Italien                         | 1:21:55,5  |
| 9     | Tom Røsåsen       | Norwegen                        | 1:21:57,0  |
| 10    | Lutz Liebig       | Deutsche Demokratische Republik | 1:22:06,6  |
| 18    | Hans Diethelm     | Schweiz                         | 1:24:12,9  |
| 19    | Ulrich Zipfel     | BR Deutschland                  | 1:24:12,9  |
| 23    | Markus König      | Schweiz                         | 1:24:46,8  |
| 27    | Ralf Hansel       | Deutsche Demokratische Republik | 1:25:48,8  |
| 29    | Andreas Heiland   | BR Deutschland                  | 1:26:47,9  |
| 30    | Erwin Lauber      | Schweiz                         | 1:26:48,6  |
| 31    | Gerhard Drosg     | Österreich                      | 1:26:53,4  |
| 35    | Daniel Portmann   | Schweiz                         | 1:28:39,4  |
| 41    | Patrick Hasler    | Liechtenstein                   | 1:31:27,7  |
| DNF   | Michael Grosseger | Österreich                      |            |

Datum: 17. Februar 1986
Es waren 49 Läufer am Start.

### 3 × 10 km Staffel
| Platz | Sportler                                            | Land           | Zeit (std) |
| ----- | --------------------------------------------------- | -------------- | ---------- |
| 1     | Andrei Kirillow Gennadi Lasutin Sergej Kitchkin     | Sowjetunion    | 1:23:19,4  |
| 2     | Erling Jevne Tom Røsåsen Erling Hagen               | Norwegen       | 1:24:05,2  |
| 3     | Marko Mehtonen Mika Kuusisto Jari Räsänen           | Finnland       | 1:24:32,1  |
| 4     | Paolo Riva Albino Penasa Ugo Sartor                 | Italien        | 1:24:33,4  |
| 5     | Jyrki Ponsiluoma Lars-Erik Ramström Henrik Forsberg | Schweden       | 1:26:25,7  |
| 6     | Roger Gehin Remy Saillet Olivier Bulle              | Frankreich     | 1:26:44,9  |
| 7     | Darren Derouchie Dany Bouchard Benoit Letourneau    | Kanada         | 1:27:36,3  |
| 8     | Michael Grosseger Gethard Drosg Markus Gandler      | Österreich     | 1:27:42,9  |
| 9     | Erwin Lauber Hans Diethelm Markus König             | Schweiz        | 1:28:32,8  |
| 10    | Ulrich Zipfel Holger Fink Andreas Heiland           | BR Deutschland | 1:30:24,7  |

Datum: 15. Februar 1986
 Es waren 13 Teams am Start.

## Skilanglauf Juniorinnen

### 5 km
| Platz | Sportler            | Land                            | Zeit (min) |
| ----- | ------------------- | ------------------------------- | ---------- |
| 1     | Ljubow Jegorowa     | Sowjetunion                     | 16:10,1    |
| 2     | Jelena Trubizyna    | Sowjetunion                     | 16:32,2    |
| 2     | Nina Østvold        | Norwegen                        | 16:32,2    |
| 4     | Marianne Myklebust  | Norwegen                        | 16:33,4    |
| 5     | Tatjana Bondarewa   | Sowjetunion                     | 16:37,2    |
| 6     | Elina Tamminen      | Finnland                        | 16:42,9    |
| 7     | Trude Dybendahl     | Norwegen                        | 16:49,9    |
| 8     | Tarja Holsa         | Finnland                        | 16:57,1    |
| 9     | Lene Pedersen       | Norwegen                        | 17:02,8    |
| 10    | Jana Mlakar         | Jugoslawien                     | 17:03,4    |
| 13    | Gaby Nestler        | Deutsche Demokratische Republik | 17:09,4    |
| 20    | Marianne Irniger    | Schweiz                         | 17:38,9    |
| 22    | Cornelia Roth       | BR Deutschland                  | 17:49,1    |
| 23    | Isabela Beckert     | BR Deutschland                  | 17:50,9    |
| 25    | Sylke Meyer         | Deutsche Demokratische Republik | 17:58,7    |
| 27    | Simone Birkelbach   | BR Deutschland                  | 18:02,3    |
| 30    | Sandra Parpan       | Schweiz                         | 18:16,0    |
| 32    | Sylvia Honegger     | Schweiz                         | 18:19,6    |
| 33    | Anette Malter       | Deutsche Demokratische Republik | 18:20,6    |
| 34    | Maria Theurl        | Österreich                      | 18:35,0    |
| 37    | Elisabeth Glanzmann | Schweiz                         | 19:01,7    |

Datum: 13. Februar 1986
Es waren 42 Läuferinnen am Start.

### 15 km
| Platz | Sportler            | Land                            | Zeit (min) |
| ----- | ------------------- | ------------------------------- | ---------- |
| 1     | Gaby Nestler        | Deutsche Demokratische Republik | 43:43,8    |
| 2     | Ljubow Jegorowa     | Sowjetunion                     | 43:51,6    |
| 3     | Jelena Trubizyna    | Sowjetunion                     | 45:08,4    |
| 4     | Jane Vincent        | Kanada                          | 45:40,4    |
| 5     | Elina Tamminen      | Finnland                        | 45:42,1    |
| 6     | Sylke Meyer         | Deutsche Demokratische Republik | 45:51,1    |
| 7     | Magdalena Wallin    | Schweden                        | 45:54,2    |
| 8     | Marianne Myklebust  | Norwegen                        | 45:55,2    |
| 9     | Tarja Holsa         | Finnland                        | 46:28,8    |
| 10    | Nina Østvold        | Norwegen                        | 46:29,1    |
| 15    | Isabela Beckert     | BR Deutschland                  | 47:16,3    |
| 17    | Anette Malter       | Deutsche Demokratische Republik | 47:27,7    |
| 18    | Sandra Parpan       | Schweiz                         | 47:39,9    |
| 19    | Maria Theurl        | Österreich                      | 47:44,0    |
| 21    | Simone Birkelbach   | BR Deutschland                  | 47:47,3    |
| 23    | Sylvia Honegger     | Schweiz                         | 48:25,4    |
| 25    | Cornelia Roth       | BR Deutschland                  | 48:32,8    |
| 32    | Elisabeth Glanzmann | Schweiz                         | 49:18,9    |

Datum: 17. Februar 1986
Es waren 39 Läuferinnen am Start.

### 3 × 5 km Staffel
| Platz | Sportler                                                | Land               | Zeit (min) |
| ----- | ------------------------------------------------------- | ------------------ | ---------- |
| 1     | Marianne Myklebust Nina Østvold Trude Dybendahl         | Norwegen           | 47:08,6    |
| 2     | Jelena Trubizyna Ljubow Jegorowa Tatjana Bondarewa      | Sowjetunion        | 47:23,8    |
| 3     | Ing-Marie Carlstrom Anna-Karin Olander Magdalena Wallin | Schweden           | 49:14,6    |
| 4     | Elina Tamminen Tarja Tissari Tarja Holsa                | Finnland           | 49:25,9    |
| 5     | Sylvia Honegger Sandra Parpan Marianne Irniger          | Schweiz            | 51:01,3    |
| 6     | Isabela Beckert Cornelia Roth Simone Birkelbach         | BR Deutschland     | 51:17,7    |
| 7     | Suzie Desharnais Julie Maheu Jane Vincent               | Kanada             | 51:50,7    |
| 8     | Laura Bettega Lucia Bianchetti Gabriella Carrel         | Italien            | 52:18,8    |
| 9     | Debbie Strand Kim Csizniezia Kerrin Petty               | Vereinigte Staaten | 54:22,9    |

Datum: 15. Februar 1986
 Es waren neun Teams am Start.

## Nordische Kombination Junioren

### Einzel (Normalschanze K 90/10 km)
| Platz | Sportler            | Land             | Gesamtpunkte |
| ----- | ------------------- | ---------------- | ------------ |
| 1     | Andrei Dundukow     | Sowjetunion      | 414,96       |
| 2     | Günter Csar         | Österreich       | 412,52       |
| 3     | František Repka     | Tschechoslowakei | 407,32       |
| 4     | Thomas Donaubauer   | BR Deutschland   | 405,10       |
| 5     | Trond Arne Bredesen | Norwegen         | 403,46       |
| 6     | Arne Orderløkken    | Norwegen         | 396,98       |
| 30    | Hans Zihlmann       | Schweiz          | 319,16       |
| 31    | Stefan Späni        | Schweiz          | 319,00       |

Datum: 14. Februar 1986

### Mannschaft (Normalschanze K90/3 × 10 km)
| Platz | Sportler                                          | Land                            | Gesamtpunkte |
| ----- | ------------------------------------------------- | ------------------------------- | ------------ |
| 1     | Trond Arne Bredesen Arne Orderløkken Jon Andersen | Norwegen                        | 1207,60      |
| 2     | Sergei Nikiforow Andrei Dundukow Wassili Sawin    | Sowjetunion                     | 1181,14      |
| 3     | Udo Laber Roland Schmidt Thomas Donaubauer        | BR Deutschland                  | 1156,62      |
| 4     |                                                   | Finnland                        | 1152,12      |
| 5     |                                                   | Deutsche Demokratische Republik | 1142,82      |
| 6     | Josef Kovařík Michal Pustějovský František Repka  | Tschechoslowakei                | 1121,82      |

Datum: 17. Februar 1986

## Skispringen Junioren

### Normalschanze
| Platz | Sportler           | Land           | Weite 1 | Weite 2 | Punkte |
| ----- | ------------------ | -------------- | ------- | ------- | ------ |
| 1     | Virginio Lunardi   | Italien        | 85,5 m  | 94,5 m  | 231,3  |
| 2     | Christian Rimmel   | BR Deutschland | 90,5 m  | 86,0 m  | 225,7  |
| 3     | Clas Brede Bråthen | Norwegen       | 84,0 m  | 89,5 m  | 225,4  |
| 4     | Didier Mollard     | Frankreich     | 85,0 m  | 88,5 m  | 219,4  |
| 5     | Ari-Pekka Nikkola  | Finnland       | 82,0 m  | 90,5 m  | 219,3  |
| 6     | Dieter Thoma       | BR Deutschland | 80,5 m  | 86,5 m  | 208,0  |
| 7     | Jouni Johansen     | Finnland       | 80,5 m  | 85,5 m  | 207,9  |
| 8     | Janez Debelak      | Jugoslawien    | 77,0 m  | 88,0 m  | 207,8  |
| 9     | Ron Rautio         | Kanada         | 80,5 m  | 87,5 m  | 207,6  |
| 10    | Anssi Kankkonen    | Finnland       | 77,5 m  | 86,0 m  | 205,9  |
| 13    | Werner Schuster    | Österreich     | 82,0 m  | 81,0 m  | 201,6  |
| 17    | Robert Leonhardt   | BR Deutschland | 81,0 m  | 83,0 m  | 199,7  |
| 20    | Klaus Huber        | Österreich     | 76,5 m  | 83,0 m  | 197,5  |
| 23    | Oliver Strohmaier  | Österreich     | 86,0 m  | 73,5 m  | 192,0  |
| 36    | Stephan Rochat     | Schweiz        | 71,0 m  | 75,5 m  | 171,2  |
| 42    | Christoph Lehmann  | Schweiz        | 69,0 m  | 73,0 m  | 159,0  |
| 44    | Stephan Zünd       | Schweiz        | 68,0 m  | 73,0 m  | 156,4  |
| 46    | Friedrich Braun    | BR Deutschland | 63,0 m  | 77,0 m  | 151,3  |

Datum: 16. Februar 1986
 Es waren 51 Skispringer am Start.

### Mannschaftsspringen Normalschanze
| Platz | Sportler                                                       | Land           | Punkte |
| ----- | -------------------------------------------------------------- | -------------- | ------ |
| 1     | Dieter Thoma Christian Rimmel Robert Leonhardt Friedrich Braun | BR Deutschland | 633,6  |
| 2     | Virginio Lunardi Carlo Pinzani Paolo Rigoni                    | Italien        | 619,2  |
| 3     | Jurij Durinow Michail Jessin Sergei Badenko Evgeny Vashurin    | Sowjetunion    | 601,7  |
| 4     | Masahiko Harada Akihiro Higashi Jun Shibuya Kazuhiro Higashi   | Japan          | 598,3  |
| 5     | Staffan Tällberg Mikael Martinsson Tommy Öhgren Magnus Åström  | Schweden       | 591,2  |
| 6     | Oliver Strohmaier Werner Schuster Klaus Huber Werner Haim      | Österreich     | 590,4  |
| 13    | Stephan Rochat Christoph Lehmann Stephan Zünd                  | Schweiz        | 477,2  |

Datum: 13. Februar 1986
Es waren 13 Teams am Start.

## Medaillenspiegel
| Platz | Land                            | Gold | Silber | Bronze | Gesamt |
| ----- | ------------------------------- | ---- | ------ | ------ | ------ |
| 1     | Sowjetunion                     | 5    | 5      | 2      | 12     |
| 2     | Norwegen                        | 2    | 2      | 2      | 6      |
| 3     | BR Deutschland                  | 1    | 1      | 1      | 3      |
| 3     | Italien                         | 1    | 1      | 1      | 3      |
| 5     | Deutsche Demokratische Republik | 1    | 0      | 0      | 1      |
| 6     | Österreich                      | 0    | 2      | 0      | 2      |
| 7     | Tschechoslowakei                | 0    | 0      | 1      | 1      |
| 7     | Finnland                        | 0    | 0      | 1      | 1      |
| 7     | Schweden                        | 0    | 0      | 1      | 1      |